# Mariano Dámaso Beraun
Mariano Dámaso Beraun Fuentes (*Huánuco, 11 de diciembre de 1813-ib., 4 de enero de 1894) fue un connotado físico, matemático, astrónomo, filósofo, políglota y educador peruano.

## Biografía
Sus padres fueron don Juan Beraún y doña Andrea Fuentes. En 1828 viajó a Lima para sus estudios secundarios y estudiar en el Convictorio de San Carlos, donde conoció a Bartolomé Herrera. 
Logró su ingreso a la Facultad de Ciencias Matemáticas y Naturales en 1833. Posteriormente se graduó como doctor en Ciencias Matemáticas y se unió a la plana mayor del convictorio. De regreso a su ciudad natal fue cuatro veces rector del Colegio de Minería que hoy lleva su nombre. Fue elegido diputado por Huánuco para el periodo de 1857 a 1861 durante el gobierno de Ramón Castilla. Fue por aquel tiempo que publicó su celebrado ensayo La trisectriz del ángulo, en el cual expone una nueva forma de dividir el ángulo en tres partes. Fue matemático, físico, astrónomo, filósofo, políglota y educador. Se mantiene hasta la actualidad su reloj solar en el antiguo local del Colegio de Minería, hoy patio Cartagena. 
Falleció en Huánuco un 4 de enero de 1894. En el centenario de su muerte sus restos fueron trasladados a un lugar privilegiado del cementerio general de la ciudad por la comisión Pro Centenario del dr. Mariano Dámaso Beraun. A la sazón se inauguró el obelisco con la efigie del sabio en la Alameda de la República. 
En su honor fue nombrado en 1952 uno de los distritos de la provincia de Leoncio Prado con capital en el centro poblado de Las Palmas, el distrito de Mariano Dámaso Beraun.

## Obras
- Ensayo sobre la trisección del ángulo (1861)
- Refutación a la doctrina del astrónomo Falb acerca de los temblores (1871)
- Teoría de las mareas (1871)
- La descripción de la trisectriz (1884)
- Suplemento de la descripción de la trisectriz (1885)
- La descripción del Sol y el centelleo de las estrellas (1891)
- La luz zodiacal (1892)
- El universo y el ateo (1864)
- Cálculo de la hora de la pleamar
- Las manchas del sol